# Fitor (Baix Empordà)
Fitor, en plena serra de les Gavarres, és un terme de poblament dispers del terme de Forallac (Baix Empordà), que s'ha acabat abandonant a causa de l'escassa rendibilitat de l'explotació del bosc.
Es pot considerar el darrer contrafort de la serra quan es fon amb el pla i forma una península boscosa, lleugerament inclinada cap al nord, d'una alçada mitjana de 200 metres. Aquesta península boscosa sobre el pla va unida a la serralada principal per un istme que és el coll de la Ganga, per on discorre avui en dia la carretera comarcal de la Bisbal a Calonge, i que va ser ja en el seu temps un camí romà. Per la seva situació, Fitor ha estat una cruïlla de camins, que connectaven la zona de Girona amb la costa i el pla de l'Empordà. És important, per la seva singularitat arquitectònica, l'església de Santa Coloma de Fitor.

## Història
Fitor havia estat dividida en set vilelles, veïnats d'origen altmedieval, un nivell d'organització del territori que també es troba en d'altres zones del massís de les Gavarres.
El poble de Fitor pertanyia, fins a l'eliminació del règim senyorial al principi del Segle XIX, al Marqués del Castell de Torrent. Entrats al segle xix, el poble de Fitor va patir una reforma administrativa i va passar a dependre de Fonteta, que al segle xx va ser fusionat, al seu torn, amb Peratallada i Vulpellac per formar el municipi actual de Forallac.